# آرکانزاس‌خزنده
آرکانزاس‌خزنده (به لاتین: Arkansaurus) (به معنی "مارمولک آرکانزاس") یک تیره منقرض‌شده از دایناسورهای ددپای شترمرغی است. در مراحل آلبین و آپتین کرتاسه پیشین زندگی می‌کرد. تایپ و تنها گونه آن Arkansaurus fridayi است.

## دیرین‌زیست‌شناسی
ردپای اورنیتومیمیسوری با سن مشابه از شمال موآب، یوتا، در میدان مسیر دایناسور میل کانیون، در مرتع روبی عضو سازند کوه سدر (کرتاسه پیشین) شناخته شده‌است. این جایگاه رد همچنین ردپای خمیده‌خزنده، اردک‌منقارران، خزنده‌پایان و چندین رده اندازه دایناسورهای ددپا را به همراه کروکودیل‌ها و پرندگان حفظ می‌کند. جانوران مشابهی از گروه ترینیتی در آرکانزاس دیده شده‌است.